# 甲氧基乙酸
甲氧基乙酸，是化學式為C3H6O3的有機化合物。本化合物既是羧酸，又是醚，是為乙酸的衍生物。

## 合成
甲氧基乙酸可由甲氧基乙醇的氧化反应得到。